# Монсеньйор Кіхот
Монсеньйор Кіхот (англ. Monsignor Quixote) — роман Ґрема Ґріна з елементами комедії, проте сам автор відносив його до «серйозних» романів. Видано 1982 року. Екранізовано 1985 року.

## Синопсис
Дія відбувається в Іспанії після завершення епохи франкізму. Двоє друзів, немолодих самотніх людей, — католицький священик Кіхот з містечка Ель-Тобосо, без його відома зведений у сан монсеньйора всупереч думці власного єпископа, і колишній мер містечка, комуніст Санкас («Санчо») — вирушають до Мадрида на машині отця Кіхота, «Росинанті», багато розмовляючи дорогою, і мимоволі потрапляють до низки ситуацій, що компрометують монсеньйора. Після повернення в Ель-Тобосо єпископ відсторонив монсеньйора Кіхота від священництва, і той із Санкасом вирушили до монастиря в Галісії. Дорогою вони зустріли святкову процесію, де ікону Богоматері довіряють нести тим, хто більше заплатить. Кіхот виступив проти цієї практики, розцінюючи її як богохульство; Санкас вивіз його з містечка, побоюючись жандармів. Кіхот і Санкас дістаються монастиря, але їхню машину обстрілюють жандарми, і розбите скло ранить Кіхота, після чого він помирає в монастирі. Перед смертю, в лунатичному маренні, він встигає відслужити Тридентську месу на уявних дарах і причастити ними Санкаса.

## Критика
У романі розвивається проблема можливості співіснування атеїзму (марксизму, комунізму) та християнства (католицтва). Цей роман Ґріна часто називають католицьким, а іноді через напружений діалог-суперечку ідеологій його визначають як роман ідеологічний.
У центрі роману два головних герої, чиї образи вибудувано на перетині трьох основних факторів: ідеології, сумнівів та амбівалентності. Автор перетворює свідомість своїх героїв на своєрідну фокусувальну призму, яку письменник наводить на колізії, пов'язані з проблемою ідейного самовизначення людини. Таке фокусування досягається через запровадження ідеологічного сприйняття героями навколишнього світу. Сумніви героїв роздвоюють цілісне сприйняття світу, ділять ціле на дві протипоставлені частини, тому, зокрема, отець Кіхот є одночасно і єретиком, і благовірним. Таким чином, герой, що сумнівається, не може не бути героєм амбівалентним.